# Paratalaromyces lenticularis
Paratalaromyces lenticularis är en svampart som beskrevs av Matsush. 2003. Paratalaromyces lenticularis ingår i släktet Paratalaromyces och familjen Trichocomaceae.   Inga underarter finns listade i Catalogue of Life.